# Advanced Multimedia Supplements
En Ingeniería Informática, nos referimos a Advanced Multimedia Supplements (denominado con el mnemónico JSR-234 or AMMS) a un API para la plataforma Java ME. De forma coloquial, es una extensión de la especificación JSR 135 Mobile Media API que provee nuevas características como el procesamiento posicional del audio 3D, facilidad de gestión de efectos de audio y video, control más eficientemente de las cámaras digitales y mejor acceso a los controles de los sintonizadores de radios analógicas incluyendo los sistemas RDS (Radio Data System).